# Escala de Ringelmann

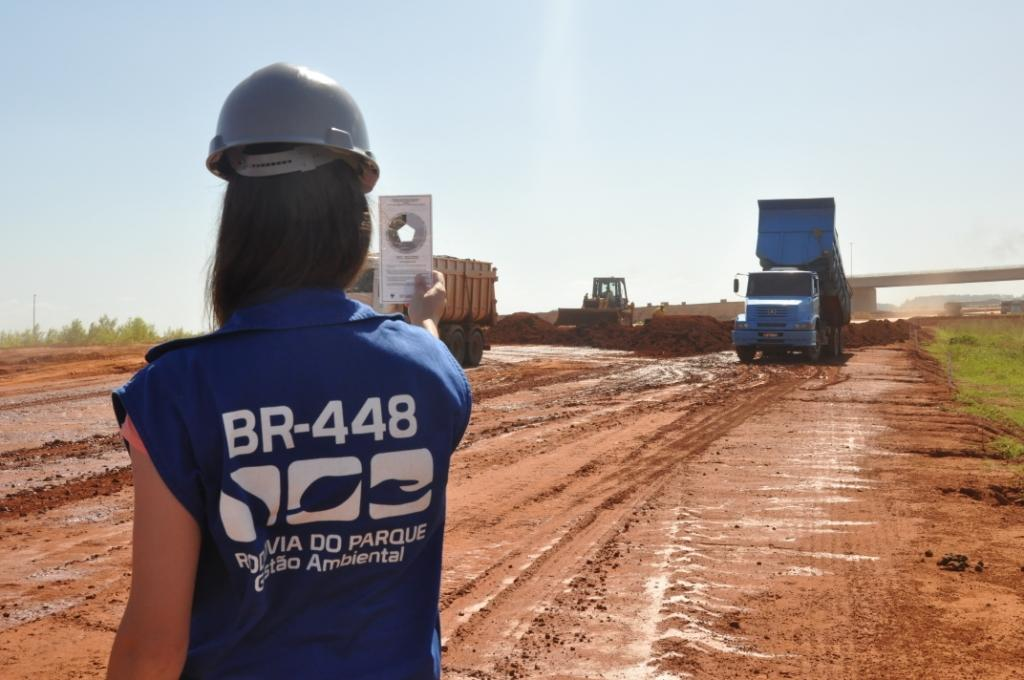
Técnica avalia a emissão de poluentes utilizando uma escala de Ringelmann durante as obras de pavimentação da rodovia BR-448, no Rio Grande do Sul.

A escala de Ringelmann é uma escala para medir a densidade aparente do fumo. Ela exerce um importante papel no trabalho de redução de fumo e em certos problemas relacionados com a combustão. A escala foi desenvolvida por Maximilien Ringelmann na estação de ensaios de máquinas de Paris, em 1888. Tem cinco níveis de densidade inferidos a partir de uma grelha de linhas pretas sobre uma superfície branca que, se vistas de uma certa distância, se misturam em tons de cinza conhecidos. Não há uma carta definitiva para esta escala: pelo contrário, o professor Ringelmann forneceu uma especificação, onde o fumo de nível '0' é representado pelo branco, os níveis de '1' a '4 'por grelhas de 10 milímetros quadrados desenhados com linhas de espessura 1 mm, 2,3 mm, 3,7 mm e 5,5 mm  e o nível '5' por tudo em preto. Uma versão popular é a publicada pelo United States Bureau of Mines na circular 8 333, de 1967. A versão British Standards (BS2742: 1969) altera a especificação de Ringelmann para dar um gráfico similar, em papel moderno com tinta moderna, com a aparência provável de gráficos produzidos possivelmente em papel mais escuro e com tinta mais pálida.
Os dados obtidos têm limitações definidas. A escuridão aparente do fumo depende da concentração das partículas no efluente, do tamanho das partículas, com a profundidade da coluna de fumo a ser observada, e as condições de iluminação natural, tais como a direção do sol em relação ao observador, enquanto o precisão do gráfico em si depende da brancura do papel e negrume da tinta utilizada.
Em uso, a observação do fumo efluente para o gráfico permite corresponder ao número mais aproximado às características do fumo. 